# Ухорские Выселки
Ухорские Выселки — населённый пункт, входящий в состав Незнановского сельского поселения Кораблинского района Рязанской области.

## Географическое положение
Ухорские Выселки находится в северной части Кораблинского района, в 10 км к северу от райцентра.
Ближайшие населённые пункты:

— село Ухорь в 2 км к западу по грунтовой дороге;

— деревня Лужки в по грунтовой дороге.

## Население
| 2010 |
| ---- |
| 1    |

## Название
Названа так по причине выселения некоторой части жителей села Ухорь на новое место.

## История
В окладных книгах 1676 года в приходе церкви «Пречистыя Богородицы честнаго и славнаго Ея собора в селе Ухори» упоминается деревня Новые Выселки. Это был выселок крестьян из села Ухорь.
О деревне Выселки говорится в информации за 1729 год в связи с изменением права собственности на землю одного из владельцев деревни.
В последующие годы деревня Ухорские Выселки по-прежнему относилась к приходу Богородицкой церкви села Ухорь.

## Природа
Юго-восточнее Выселок протекает река Проня.

## Хозяйство
Севернее находятся фруктовые сады бывшего плодоовощного совхоза «Красное».
Примерная площадь садов — 340 га.

## Инфраструктура
Нет объектов инфраструктуры.
Дорожная сеть
Не имеет к себе асфальтированных подъездов.
Транспорт
Связь с райцентром осуществляется железнодорожным транспортом.
Ближайшая станция «Биркино» находится в 3 км к западу.